# K. R. Narayanan
Kocheril Raman Narayanan (Uzhavoor, Kerala, 27 de outubro de 1920 – Nova Deli, 9 de novembro de 2005), conhecido como K. R. Narayanan, foi o décimo Presidente da República da Índia, entre 1997 e 2002.
Foi o primeiro Dalit (intocável), e o único Malayali a chegar a presidência. Após um período como jornalista estudante de ciências políticas na London School of Economics começou sua carreira política na Índia como membro do ministério das relações internacionais sob a administração de Nehru.
Serviu como embaixador no Japão, Reino Unido, Tailândia, Turquia, República Popular da China e Estados Unidos. Era citado por Nehru como “o melhor diplomata do país”. Começou na política a pedido de Indira Gandhi e ganhou três sucessivas eleições gerais para o Lak Sabha (parte do parlamento indiano) e serviu como Ministro do Estado no gabinete da União sob Rajiv Gandhi. Foi eleito vice-presidente em 1992 e presidente em 1997.
Visitou Portugal em 1998, por ocasião das celebrações dos 500 anos da chegada de Vasco da Gama à Índia. Numa entrevista concedida em Lisboa ao jornal Diário de Notícias, elogiou o navegador português como agente de ligação entre o Ocidente e o Oriente e relativizou as críticas da época, em alguns setores nacionalistas indianos, à figura do almirante nascido em Sines.

## Biografias
- K. R. Narayanan: Just the President of India by Sita Ram Sharma [Sublime Publications, 1998] ISBN 81-85809-23-2
- K. R. Narayanan: A journey from Uzhavoor to Raisina Hills by Darshan Singh [United Children's Movement, 1999]